# 花海镇
花海镇，是中华人民共和国甘肃省酒泉市玉门市下辖的一个乡镇级行政单位。2019年11月15日，花海镇因蜜瓜这个特色产业顺利通过中国蔬菜流通协会、（国家）食品行业生产力促进中心誉名评审会评审，荣获“中国蜜瓜之乡”誉名称号。

## 行政区划
花海镇下辖以下地区：
南渠村、黄水桥村、中渠村、西泉村和金湾村。